# Лобжениця
Лобженіца (пол. Łobżenica, нім. Lobsens) — місто в північно-західній Польщі, на річці Лобжонка.

## Демографія
Демографічна структура станом на 31 березня 2011 року:
|          | Загалом | Допрацездатний вік | Працездатний вік | Постпрацездатний вік |
| -------- | ------- | ------------------ | ---------------- | -------------------- |
| Чоловіки | 1555    | 379                | 1047             | 129                  |
| Жінки    | 1550    | 271                | 966              | 313                  |
| Разом    | 3105    | 650                | 2013             | 442                  |